# 흑색증

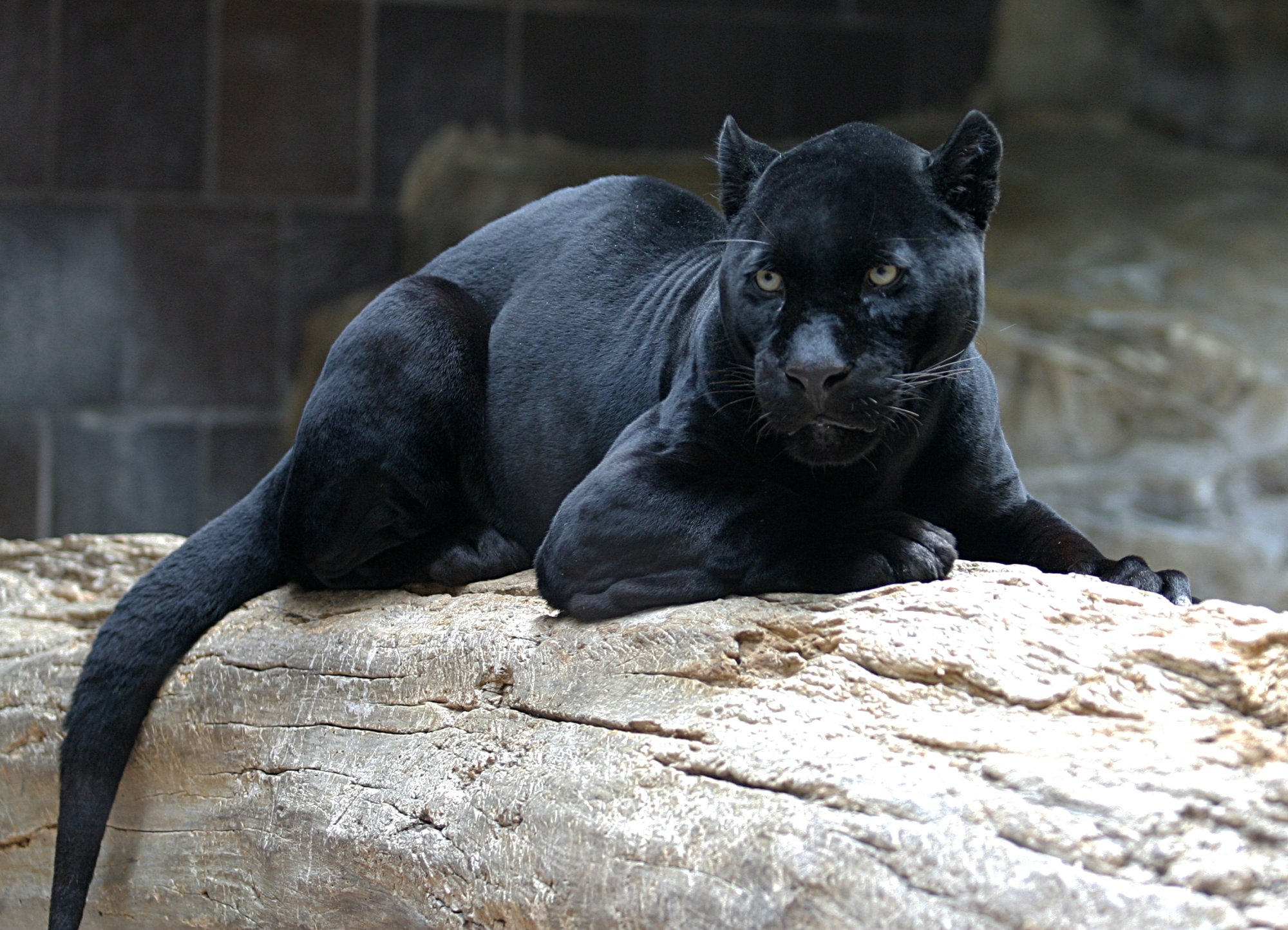
흑재규어

흑색증(黑色症, Melanism)는 피부 또는 관련된 기관의 색이 검정 계열의 어두운 색이 되는 것으로, 백색증과는 서로 반대되는 현상이다. 역사적으로는 렙토스피라증의 의학적 용어로 쓰이기도 했다.
영어의 Melanism(멜라니즘)이라는 단어는 그리스어의 "흑색 안료"를 뜻하는 μελανός에서 온 말이다.

## 서지
- David Attenborough (2002). 《The Life of Mammals》 (TV-Series and book). United Kingdom: BBC.
- Kettlewell, Bernard (1973). 《The Evolution of Melanism》. Clarendon Press. ISBN 0-19-857370-7.
- Majerus, Michael (1998). 《Melanism: Evolution in Action》. Oxford University Press. ISBN 0-19-854982-2.
- Melanism and disease resistance in insects
- Fryer, G. 2013. How should the history of industrial melanism in moths be interpreted? The Linnean. 29 (2): 15 - 22.

## 같이 보기
- 백색증[albinism(알비니즘)]